# Josef Dreier
Josef Dreier (* 28. August 1931 in Egelsee; † 13. Juni 2023) war ein baden-württembergischer Politiker der CDU. Er war von 1980 bis 1996 Mitglied des Landtags von Baden-Württemberg und von 1992 bis 1996 Staatssekretär im Ministerium für Wissenschaft und Kunst Baden-Württemberg.

## Leben
Josef Dreier wuchs auf einem Bauernhof in Egelsee, einem Teilort von Tannheim, auf. Nach dem Besuch der Grundschule in Tannheim und der Oberrealschule in Memmingen machte er am Salvatorkolleg in Bad Wurzach Abitur. Danach studierte er Wirtschaftswissenschaften an der Eberhard Karls Universität Tübingen und an der Universität zu Köln. Im Jahre 1951 wurde er Mitglied der katholischen Studentenverbindung AV Cheruskia Tübingen im CV. 1955 schloss er sein Studium als Diplom-Volkswirt ab. Danach absolvierte er eine Ausbildung für den beruflichen Schuldienst an der Berufspädagogischen Hochschule in Stuttgart. Von 1966 bis 1992 war er der Rektor der Kaufmännischen Berufsschule und des Wirtschaftsgymnasiums in Wangen im Allgäu.
Josef Dreier war römisch-katholisch und lebte in Wangen im Allgäu. Er war verheiratet und hatte fünf Kinder.

## Politische und öffentliche Ämter
Josef Dreier war von 1968 bis 1989 Mitglied des Gemeinderats von Wangen im Allgäu und von 1970 bis 1992 Mitglied des Kreistags der Landkreise Wangen und Ravensburg. Mitglied des Landtags von Baden-Württemberg war er von der achten bis zur elften Wahlperiode von 1980 bis 1996 als direkt gewählter Abgeordneter des Wahlkreises Wangen. Er löste 1980 Josef Siedler in diesem Amt ab. Von 1992 bis 1996 war er unter Minister Klaus von Trotha Staatssekretär im Ministerium für Wissenschaft und Kunst Baden-Württemberg.
Josef Dreier war Mitglied im Rundfunkrat des Südwestfunks. Er war Vorsitzender des Aufsichtsrats des Körperbehindertenzentrum Oberschwaben (KBZO). Bis 2009 war er Mitglied im Präsidialbeirat der Bauakademie Biberach.

## Ehrungen und Auszeichnungen
- 2003: Verdienstmedaille des Landes Baden-Württemberg

## Literatur

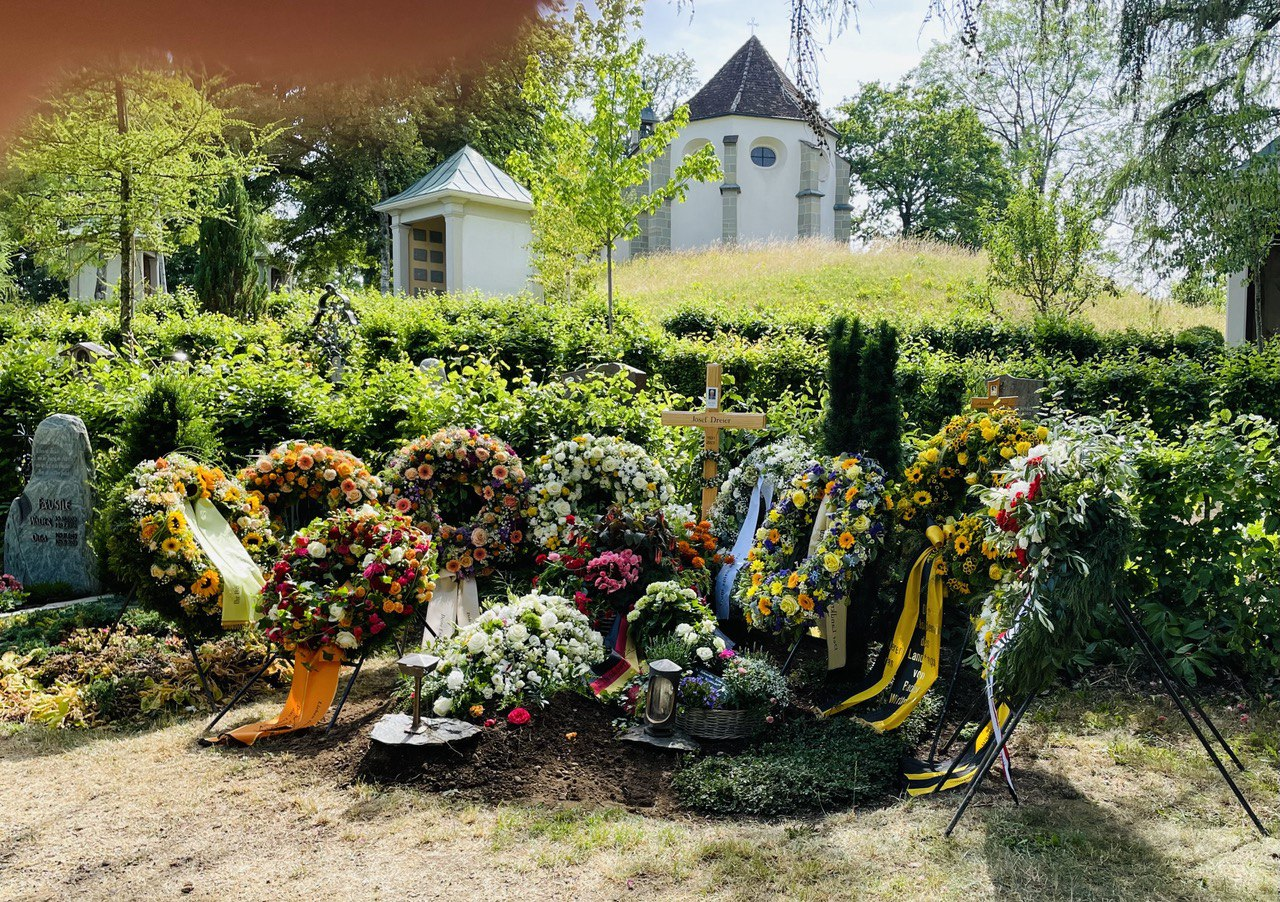
Beerdigung Josef Dreier (2023)